# College football
College football er amerikansk fodbold spillet af hold fra amerikanske universiteter, colleges og militære skoler. 
College football er spillet i USA siden slutningen af 1800-tallet og spilles i dag på højt niveau, og er i mange tilfælde spillernes adgang til at blive draftet til den professionelle liga NFL. 